# Thermomanagement
Eine einheitliche Definition von Thermomanagement gibt es nicht.
Aus thermodynamischer Sicht wird unter Thermomanagement allgemein das Steuern von Energieströmen (insbesondere Wärmeströmen) verstanden.
Aus fahrzeugtechnischer Sicht versteht man unter Thermomanagement die energetische Optimierung des Wärmehaushalts im Kraftfahrzeug mit dem Ziel der Verbrauchs- und Emissionsreduzierung, der Gewährleistung der Motorkühlung in jedem Betriebspunkt sowie der Optimierung des Innenraumkomforts. Ziel ist also, die Wärmeströme (Wärmezu- und Wärmeabfuhr im Verbrennungsmotor, Getrieben oder Fahrgastraum) optimal zu leiten, um den Kraftstoffverbrauch zu reduzieren und den Innenraumkomfort zu erhöhen.
„Wärme“ (thermodynamisch richtig ist eigentlich: Innere Energie) wird dabei mittels eines „Wärmeträgers“ (Kühlmittel oder Luft) meist durch erzwungene Konvektion (Wärmetransport durch Stoffströme) von einem Körper zu einem anderen transportiert, um so die Temperatur einer Komponente/Stoffes zu regeln.
Über Wärmeübertrager (Kühler, Ladeluftkühler, AGR-Kühler, Klima-Kondensator) wird Wärme von einem Medium/Fluid an ein anderes übertragen.
Die Stoffströme der Fluide halten Pumpen (meist Kreiselpumpen, seltener Axialpumpen) oder Lüfter (Axiallüfter als Kühlerlüfter; Radiallüfter als Gebläselüfter für den Innenraum) aufrecht.
Einen ausreichenden Kühlluftmassenstrom gewährleistet oftmals der Fahrtwind, so dass viele Fahrzeuge mit elektrisch angetriebenen Kühlerlüftern ausgerüstet werden.